# LEGO Creator: Knights' Kingdom
LEGO Creator: Knights' Kingdom è un videogioco di simulazione di costruzione per Microsoft Windows. Permette ai giocatori di usare pezzi virtuali LEGO, prima per costruire un regno medievale, e poi per usare il regno in una battaglia contro il personaggio Cedric the Bull. È un sequel autonomo del gioco del 1998 LEGO Creator, ed è basato sulla prima incarnazione del tema Lego Knights 'Kingdom.

## Modalità di gioco
Prima che il giocatore possa iniziare a creare un mondo, devono essere completate quattro sfide. Ognuno consiste nell'utilizzare modelli diversi e muoversi nel mondo Lego. Ci sono anche due sfide da affrontare prima di poter costruire nuovi modelli. Queste sfide implicano lavorare con diversi mattoncini Lego e metterli insieme in un modello.
Il gioco include tutti i normali mattoncini Lego e diversi mattoncini a tema medievale. Inoltre, c'è un "mattoncino Destructa" utilizzato nella modalità di gioco per distruggere le strutture. Il gioco utilizza funzionalità come mattoncini rotanti, mattoncini colorati e mattoni di sollevamento, per rendere i modelli più facili da costruire.
È inclusa una funzionalità nota come "The Workshop". Questa funzione consente al giocatore di creare i propri modelli Lego virtuali, utilizzando una libreria di mattoncini disponibili. Le istruzioni per la costruzione vengono create per aiutare i giocatori a ricreare il modello utilizzando i mattoncini nella propria collezione di Lego.